# Mary F. Scranton
Mary F. Scranton, född 1832, död 1909, var en amerikansk missionär för Methodist Episcopal Church verksam i Korea.  Hon blev år 1884 den första kvinnliga missionären i Korea, och grundade 1886 Ewha Girls School, som senare blev det berömda Ewha Womans University, i Seoul. Hon var verksam under en tid när västerländsk missionärer inbjöds till Korea för att hjälpa till att utveckla landet, som nyss hade öppnats för omvärlden. Hennes skola var den första som var öppen för flickor i Korea, och hon blev Koreas pionjär för utbildning för kvinnor. 